# Rugulina antarctica
Rugulina antarctica is een slakkensoort uit de familie van de Pendromidae. De wetenschappelijke naam van de soort is voor het eerst geldig gepubliceerd in 1996 door Numanami.